# Prosopocoilus antilopus beisa
Prosopocoilus antilopus beisa es una especie de coleóptero de la familia Lucanidae.

## Distribución geográfica
Habita en Bioko (Guinea Ecuatorial).